# Audrey Werro
Audrey Werro, född den 27 mars 2004, är en schweizisk friidrottare som tävlar i medeldistanslöpning.

## Karriär
Vid junior-EM 2021 tog hon guld på 800 meter, något som hon upprepade vi samma mästerskap 2023. Vid junior-VM 2022 tog hon silver på 800 meter. Vid U23-EM 2025 tog hon åter guld på 800 meter.